# Mourens
Mourens – miejscowość i gmina we Francji, w regionie Nowa Akwitania, w departamencie Żyronda.
Według danych na rok 1990 gminę zamieszkiwało 341 osób, a gęstość zaludnienia wynosiła 32 osób/km² (wśród 2290 gmin Akwitanii Mourens plasuje się na 844. miejscu pod względem liczby ludności, natomiast pod względem powierzchni na miejscu 1016.).